# SMILE×SMILE
SMILE×SMILE (publicado en Japón, el 24 de julio de 2003) es el séptimo álbum de Mayumi Iizuka, que una cantante de J-Pop. Esto álbum fue producido por Tore Johansson y tiene diez canciones. 

## Listado de canciones
1. Kimi to Ita Memory (君といたmemory / La Memoria con Tú)
  - Letras: Mayumi Iizuka
  - Composición: cota
  - Arreglo: Michiaki Kato
2. My best friend (Mi mejor amigo)
  - Letras: Mayumi Iizuka
  - Composición y Arreglo: Motoki Matsuoka
3. Drive Shiyou yo! (ドライブしようよ! / ¡Conducimos!)
  - Letras: Mayumi Iizuka
  - Composición: Sora Izumikawa
  - Arreglo: Tore Johansson
4. Gomen ne (ごめんね / Lo Siento)
  - Letras: Mayumi Iizuka
  - Composición: Ritsuko Okazaki
  - Arreglo: Tore Johansson
5. Pure♡ (Puro♡)
  - Letras: Mayumi Iizuka
  - Composición y Arreglo: Tore Johansson y Solveig Sandnes
6. Uniform (ユニフォーム / Uniforme)
  - Letras: Mayumi Iizuka
  - Composición y Arreglo: Wisao Yoshida
7. Party☆Time (パーティー☆タイム / El Tiempo ~de~ la Fiesta)
  - Letras: Mayumi Iizuka
  - Composición: Ulf Turesson
  - Arreglo: Tore Johansson
8. Gyutto. (ぎゅっと。/ Intensamente.)
  - Letras: Mayumi Iizuka
  - Composición: Kohei Dojima
  - Arreglo: Ulf Turesson
9. Dream (Sueño)
  - Letras: Mayumi Iizuka
  - Composición y Arreglo: Tomoki Hasegawa
10. Kikasete yo Kimi no Koe (聴かせてよ君の声 / Dame el Sonido de Tu Voz) ～S×S versión～
  - Letras: Mayumi Iizuka
  - Composición: Tomoki Hasegawa
  - Arreglo: Tomofumi "Chibun" Suzuki

- Datos: Q910457